# Пулаха
Пулаха (на албански: Pulahë или Pulaha) е село в Албания, част от община Корча, област Корча.

## География
Селото е разположено на южно от град Корча.

## История
В XV век в Пуляня или Пулях са отбелязани поименно 14 глави на домакинства. Селото се споменава в османски дефтер от 1530 година под името Пулава, спахийски зиамет и тимар, без наборна рая.
На Етнографската карта на Битолския вилает на Картографския институт в София от 1901 година Пулахи е чисто албанско мюсюлманско село в Корчанската каза на Корчанския санджак с 65 къщи.
До 2015 година е част от община Молай.